# Rivière Marécageuse
Rivière Marécageuse är ett vattendrag i Kanada.   Det ligger i provinsen Québec, i den sydöstra delen av landet, 300 km nordväst om huvudstaden Ottawa. Rivière Marécageuse ligger vid sjön Lac des Fourches.
I omgivningarna runt Rivière Marécageuse växer i huvudsak blandskog. Trakten runt Rivière Marécageuse är nära nog obefolkad, med mindre än två invånare per kvadratkilometer.